# Staré Sedliště
Staré Sedliště (deutsch Alt Zedlisch) ist eine Gemeinde mit 1306 Einwohnern (Stand: 1. Januar 2023)  in Tschechien. Sie liegt 7 km südöstlich von Tachov in einer Höhe von 512 m.
Südlich von Staré Sedliště verläuft die Dálnice 5 / Europastraße 50, der Ort liegt außerdem an der Eisenbahnstrecke von Svojšín nach Tachov.

## Geschichte
Die erste Erwähnung von Zedlissie stammt aus dem Jahre 1177, 1429 wurde erstmals die Bezeichnung Antiqua Sedlisczt verwendet. Im Jahre 1531 erfolgte die Hinrichtung des Raubritters Johann Thomas von Absberg. In den Tachauer Kirchenbüchern von 1572 wird der Ort als ein Städtchen bezeichnet und aus dem Jahre 1622 ist das erste Siegel des Marktes Altensetlisch überliefert. 1720 lässt der Grundherr Matthias von Wunschwitz auf dem Marktplatz eine Statue des hl. Johannes Nepomuk aufstellen.
Zwischen 1772 und 1776 war Ignaz Edler von Born Besitzer der Grundherrschaft Alt Zedlisch, der jedoch hauptsächlich in Prag lebte und arbeitete. Im Jahre 1785 wurde das Schloss umgebaut. Bei den Bränden von 1790 und 1839 wurden große Teile des Ortes und das Rathaus zerstört. 1838 nahm eine Brauerei den Betrieb auf. Bei dem Umbau von 1860 erhielt das Rathaus seine heutige Gestalt.
Im heutigen Ortsteil Nové Sedliště befand sich ehemals eine Synagoge der jüdischen Gemeinde des Ortes. An die Gemeinde erinnert heute noch der am westlichen Ortsrand von Nové Sedliště gelegene jüdische Friedhof mit Grabsteinen ab dem frühen 18. Jahrhundert.
1844 erwarb der Marienbader Arzt Karl Josef Heidler die Grundherrschaft und bis 1945 blieb das Schloss im Besitz der Familie Heidler.
Im Jahre 1910 erhielt Alt Zedlisch mit dem Bau der Strecke von Plan nach Taus einen Eisenbahnanschluss. 1939 lebten in dem Marktflecken 1.195 Menschen.
Nach dem Münchner Abkommen wurde der Ort dem Deutschen Reich zugeschlagen und gehörte bis 1945 zum Landkreis Tachau.
Am 1. Mai 1945 besetzten die Amerikaner den Ort und bis 1946 wurden die deutschen Einwohner vertrieben.
Nach der Samtenen Revolution wurde am 1. September 1990 ein gemeinsamer Gottesdienst mit den ehemaligen Bewohnern in der Kirche abgehalten, der seitdem alljährlich stattfindet.
Seit dem Jahre 2002 besitzt die Gemeinde das Recht zum Führen einer Fahne.

## Gemeindegliederung
Die Gemeinde Staré Sedliště besteht aus den Ortsteilen Labuť (Labant), Mchov (Innichen), Nové Sedliště (Neu Zedlisch), Staré Sedliště und Úšava (Uschau). Grundsiedlungseinheiten sind Bohuslav (Wusleben), Labuť, Mchov, Nové Sedliště, Staré Sedliště und Úšava.
Das Gemeindegebiet gliedert sich in die Katastralbezirke Bohuslav, Labuť, Mchov, Nové Sedliště, Staré Sedliště und Úšava.

## Söhne und Töchter der Gemeinde
- Hans Thomas von Absberg (1477–1531), Raubritter
- Franz Bummerl (1927–2011), Komponist
- Reinhard Edmund Steiner (1930–1991), Musiker, Komponist und Musikpädagoge
- Hubert Wolf (1934 (in Labant) – 1981), Komponist